# Euphorbia curtisii
Euphorbia curtisii là một loài thực vật có hoa trong họ Đại kích. Loài này được Engelm. mô tả khoa học đầu tiên năm 1860.